# Big Four (bancos)
Big Four (em português: Quatro Grandes) é o nome coloquial dado aos quatro principais bancos em vários países onde o setor bancário é dominado por apenas quatro instituições.

## Uso internacional
Internacionalmente, o termo "Big Four Banks" se refere tradicionalmente aos seguintes bancos centrais:
- Reserva Federal
- Banco da Inglaterra
- Banco do Japão
- Banco Central Europeu

## Austrália/Nova Zelândia
Na Austrália, os "quatro grandes bancos" se referem aos quatro maiores bancos por participação de mercado, que detêm entre eles 80% dos mercados de empréstimos à habitação no país. Em 2012, seu ativo total combinado é de  2,66 trilhões de dólares australianos, o que representa cerca de 200% do PIB australiano em 2011. Em ordem do total de ativos, são eles:
- National Australia Bank (NAB)
- Commonwealth Bank (CommBank) (era de propriedade do governo australiano até 1996)[5]
- Australia and New Zealand Banking Group (ANZ)
- Westpac (WBC)

Uma política de longa data do governo federal na Austrália tem sido manter esse status quo, chamado de "política dos quatro pilares". A política foi mantida durante a recessão global de 2008-2009, quando a Westpac adquiriu o St.George Bank e o Commonwealth Bank adquiriram o Bankwest, reforçando o status especial dos "quatro grandes".
Ser o vizinho mais próximo da Nova Zelândia, com laços muito estreitos cultural e economicamente, ajudou a Austrália a dominar o setor bancário de lá. Geralmente chamados coletivamente de "big banks" ("grandes bancos") ou de "big Aussie banks" ("grandes bancos australianos"), os "quatro grandes" bancos australianos também dominam o setor bancário da Nova Zelândia na forma de:
- Australia and New Zealand Banking Group, ou ANZ, também compreende os antigos negócios do Banco Nacional.
- ASB Bank, anteriormente Auckland Savings Bank, de propriedade integral do Commonwealth Bank
- O Bank of New Zealand (BNZ), de propriedade integral do National Australia Bank
- Westpac, anteriormente conhecido como WestpacTrust após uma fusão com o Trust Bank.

Juntos, eles detêm mais de 90% dos empréstimos e adiantamentos brutos na Nova Zelândia, além de quase 90% de todas as hipotecas.
Essas quatro subsidiárias são extremamente lucrativas e, em alguns casos, até superam as empresas reguladoras australianas. A extensão em que eles dominam o setor bancário pode ser vista nos lucros: no exercício financeiro de 2012/2013, o maior dos grandes bancos, ANZ Nova Zelândia, obteve um lucro de 1,37 bilhões de dólares neozelandeses. O menor, BNZ, obteve um lucro de 695 milhões de dólares neozelandeses. O Kiwibank, de propriedade estatal, o TSB Bank, o SBS Bank (anteriormente Southland Building Society) e o Heartland Bank, os quatro maiores bancos por lucro, renderam 97 milhões de dólares neozelandeses, 73,5 milhões de dólares neozelandeses, 14 milhões de dólares neozelandeses e 7 milhões neozelandeses (embora com um resultado subjacente de cerca de 30 milhões de dólares neozelandeses), respectivamente. Em outras palavras, o lucro dos próximos quatro maiores bancos da Nova Zelândia (depois dos quatro grandes) é igual a menos de 30% do menor dos quatro grandes, o BNZ.

## Áustria
Os "quatro grandes" bancos da Áustria são:
- Erste Bank/Sparkasse* (cooperativas de crédito)
- UniCredit Bank Austria (anteriormente Creditanstalt)
- Raiffeisen Bankengruppe*
- Österreichische Postsparkasse

*entidades legais separadas que operam sob uma marca comum

## Bélgica
Os quatro grandes bancos da Bélgica são resultado de fusões nacionais e internacionais no início dos anos 90.
- KBC Bank, incluindo sua subsidiária CBC Banque na Comunidade Francesa da Bélgica e a marca KBC Brussels na região da Capital de Bruxelas
- Belfius, banco de propriedade do governo
- BNP Paribas Fortis, subsidiária do BNP Paribas
- ING Bank, subsidiária do ING Group

## Brasil
No Brasil, os "quatro grandes", segundo a Revista Exame em 2016 são:
| Nome                    | Descrição             | Ano  | Ativos líquidos          |
| ----------------------- | --------------------- | ---- | ------------------------ |
| Itaú Unibanco           | Maior banco privado   | 2017 | 452,6 bilhões de dólares |
| Banco do Brasil         | Maior Banco do Estado | 2017 | 430,2 bilhões de dólares |
| Caixa Econômica Federal | Banco Estatal         | 2017 | 406,0 bilhões de dólares |
| Banco Bradesco          | Banco privado         | 2017 | 391,6 bilhões de dólares |

## Canadá
Existem cinco bancos dominando o setor bancário canadense, portanto, a expressão "Big Five" é usada em vez de "Big Four".
- Royal Bank of Canada (RBC)
- Toronto-Dominion Bank (TD)
- Banco da Nova Escócia (Scotiabank)
- Banco de Montreal (BMO)
- Canadian Imperial Bank of Commerce (CIBC)

## China
Durante a década de 1920, o termo "quatro grandes" se aplicava aos quatro bancos do norte da República da China (ou seja, os quatro bancos comerciais mais capitalizados do norte da China). Estes foram o Yien Yieh Commercial Bank, a Kincheng Banking Corporation, o Continental Bank e o China & South Sea Bank. Eles foram contrastados com os três bancos do sul do sul da China.
Em 1949, os "quatro grandes" bancos eram o Banco da China, o Banco das Comunicações, o Banco Central da China e o Banco Agricultural da China. Todos os quatro eram de propriedade estatal. Juntamente com o Central Trust of China, Postal Savings and Remittance Bureau of China e o Central Cooperative Treasury of China, esses bancos foram chamados de "quatro bancos, duas agências, um tesouro" ou "四行两局一库".
Na República Popular da China, os quatro grandes bancos comerciais estatais ("四大国有商业银行") são:
1. Banco Industrial e Comercial da China
2. Banco da China
3. China Construction Bank
4. Banco Agricultural da China

e foram descritos como tais na imprensa ocidental. Todos os quatro são bancos controlados pelo estado com operações bancárias comerciais.